# Капитолий штата Южная Каролина
Капитолий штата Южная Каролина (англ. South Carolina State House) расположен в городе Колумбия, столице штата.
В здании Капитолия (англ. State House) расположены парламент Южной Каролины — двухпалатная Генеральная Ассамблея, а также офисы губернатора и лейтенант-губернатора.
Здание построено в 1855 году[уточнить] в неогреческом стиле[уточнить]. Капитолий имеет высоту около 55 м, длину 91 м и ширину 30 м. Площадь помещений — 12140 м².
5 июня 1970 года Капитолий был включен в Национальный реестр исторических мест США, а с 11 мая 1976 года ему присвоен статус национального исторического памятника.